# USS Bulwark (AMc-68)
USS Bulwark (AMc-68) – trałowiec typu Accentor. Pełnił służbę w United States Navy w czasie II wojny światowej.
Jego stępkę położono 15 kwietnia 1941 w stoczni Hodgden Bros. & Goudy & Stevens w East Boothbay (Maine). Zwodowano go 6 października 1941. Wszedł do służby 5 lutego 1942.
W czasie wojny pełnił służbę na Atlantyku w pobliżu wschodniego wybrzeża USA.
Wycofany ze służby 18 czerwca 1946. Skreślony z listy jednostek floty 3 lipca 1946. Sprzedany 12 września 1946 miastu Boston.